# Poolbasis Zebra
Poolbasis Zebra (oorspronkelijke Engelse titel: Ice Station Zebra) is een boek geschreven door Alistair MacLean.

## Verhaal
Wanneer er noodsignalen worden opgevangen van Poolbasis Zebra wordt er een duikboot van de Amerikaanse marine naartoe gestuurd. Er blijkt echter meer aan de hand te zijn op de poolbasis.